# تپه کبود
تپه کبود مربوط به دوره اشکانیان - دوره ساسانیان است و در شهرستان سرپل ذهاب، بخش مرکزی، دهستان دشت ذهاب، ۳۰۰ متری جنوب روستای تنگ حمام، ۸۰ متری شمال رودخانه گلم کبود واقع شده و این اثر در تاریخ ۲۶ اسفند ۱۳۸۷ با شمارهٔ ثبت ۲۵۶۲۳ به‌عنوان یکی از آثار ملی ایران به ثبت رسیده است.